# Pointe d'Aveneyre
Pointe d'Aveneyre är en bergstopp i Schweiz. Den ligger i distriktet Aigle och kantonen Vaud, i den sydvästra delen av landet, 70 km sydväst om huvudstaden Bern. Toppen på Pointe d'Aveneyre är 2 026 meter över havet.